# ليالي الحلمية (الجزء السادس)
ليالي الحلمية - الجزء السادس هو مسلسل تلفزيوني درامي مصري، بدأ عرضه في شهر رمضان 2016 على شبكة تليفزيون النهار وشبكة تليفزيون الحياة، لإستكمال سلسلة رائعة ليالي الحلمية التي بدأها المؤلف أسامة أنور عكاشة ومخرج الشعب إسماعيل عبد الحافظ وتتطور أحداث الجزء السادس من المسلسل حيث تصاب زهرة (إلهام شاهين) بصدمة عصبية بعد وفاة علي البدري، ويفاجئ الجميع بظهور (لي لي) وهي ابنة سليم البدري والتي كانت تقيم في فرنسا وقررت العودة إلى مصر. وتتناول الأحداث ما يحدث في مصر حتى ثورة يناير.
ويضم كل من الممثلة إلهام شاهين، صفية العمري، هشام سليم، محمد رياض، سميرة عبد العزيز، حنان شوقي، درة، حمدي الميرغني، ملك قورة والمسلسل من تأليف أيمن بهجت قمر وعمرو محمود ياسين، ومن إخراج مجدي أبو عميرة وتم إهداء الجزء السادس لروح الفنان ممدوح عبد العليم والذي توفى قبل أيام من المشاركة في تصوير الحلقات 

## أبطال الجزء السادس
شخصيات سابقة
| - إلهام شاهين: زهرة سليمان غانم - صفية العمري: نازك السلحدار - هشام سليم: عادل سليم البدري - سميرة عبد العزيز: أنيسة بدوي - إنعام سالوسة: وصيفة المرزوقي - دينا عبد الله: فاتن زكريا - محمد عبد الحافظ: زينهم زكريا | - محمد رياض: صفوت سلطان - إسماعيل محمود: زاهر سليمان غانم - سامح الصريطي: حلمي خليف - علاء مرسي: توفيق توفيق البدري - سناء شافع: هاني مراد - جمال عبد الناصر: كريم السمنودي | - شريف فايد: سليم سولي سليم البدري - حنان شوقي: قمر زينهم السماحي - عادل أمين: طلعت الشماشرجي - أحمد عبد الوارث: اللواء علاء السبع - عايدة رياض: فتحية - محمد متولي: بسيوني بسة | - عهدي صادق: خميس الخمس - عادل أنور: النبوي وهدان المرزوقي - محمد فريد: متولي - صبري عبد المنعم: جلال شهاب - بسام رجب: عصمت صوناي - شريف منير: ناجي السماحي - ظهور خاص |

شخصيات جدد
| - درة زروق: لي لي سليم البدري - عبير منير: صابرينا - مصطفى بسيط: حسن سرادق - خالد حجاج: تمام زاهر غانم - محمد عادل: مجدي سليمان غانم - عاصم بجاتو: تيكا - فاروق فلوكس: جعفر خير الله - مايا مغربي: سالي - ندى عادل: ندى - تامر سمير: قرموط - أحمد صيام: الشيخ محمد عزيز - عمرو الجزار: ناصر القرن - محمود البزاوي: منصور السماحي - نضال نجم: أمير مختار - شريف باهر: مرزوق - حمدي الميرغني: سليمان زاهر غانم - دينا محسن (ويزو): تهاني البدوي | - عمرو شميس: جمعة - مصطفى هريدي: حمادة تيربو - كارمن سليمان: صفاء زاهر غانم - كريم مأمون: رزق - ملك قورة: توبة السيد - حمادة بركات: المقدم طارق زهدي - عفاف مصطفى: أم مرزوق - منة بدر: وصيفة حازم - عيد أبو الحمد - مصطفى عبد الفتاح - مصطفى رجب: عباس لبيب - رشا فؤاد: بياضة الخادمة - أشرف طلبة: عايش - نوال سمير: أمينة - أمير شاهين: هشام فاروق - مصطفى محمود شميس: فيصل - لي لي قاسم: دارين | - خالد محمود: حسن الليثي - نورهان: بهيرة - مفيد عاشور: وزير الداخلية - رباب ممتاز: رحاب - ليلى حسين: شرويت سلطان - صفي الدين عادل: نزار علي البدري طفل - أماني كمال: هناء منصور زوجة صفوت - أشرف بوزيشن - صلاح الحسيني - عصام الغنام - محمد جاويش - أحمد ظريف - وليد قورة - جمال حجاج - مجدي شكري: نبيل منصور حما صفوت - مجدي حنفي - ايهاب إبراهيم | - مجدي توفيق: مأمور قسم - محمود محمد عزت - تيام قمر: نزار علي البدري شاب - صفاء حسين - محمود جليفون: العم يوسف - جمال فرج - سناء عامر - إحسان الترك: رئيس الوزراء - موسى عباس - حسن عثمان - خلود سرحان - سمير رامي - محمد سعيد عبودة - محمد عبد الحليم (محمد) - محمد قشطة (مصيلحي حسنين) - ناصر عثمان - هشام كامل (وائل) |

## أحداث حلقات الجزء السادس
1. الحلقة الأولى: الأحداث تتناول حال منطقة الحلمية في عام 2005، حيث يعرض مظاهر تدني مستوى المجتمع المتمثل في سرقة، غناء شعبي بمستوى رديء، أيضًا من خلال الأحداث نشاهد مدى سيطرة الحزب الحاكم وقتها في الرأي العام وذلك من خلال زُهرة غانم التي أصبحت إحدى رموز السلطة الحاكمة، وتحديها ضد أحد رؤساء التحرير لجريدة من جرائد المعارضة، وكواليس تزوير انتخابات مجلس الشعب وقتها بالاتفاق بين الحزب الحاكم والجماعة الدينية السرية في ذلك الوقت، وقد تم عرض مظاهر للفساد، من خلال تعرض طلبة فصل من الحضانة التي تديرها قمر للتسمم، وذلك بتواطؤ أحد العاملين مع أحد رجال الأعمال; لشراء الفيلا المقام فيها الحضانة، وغيرها من الأحداث المشوقة
2. الحلقة الثانية: تدور احداث الحلقة عن عودة لي لي ابنه سليم البدري من باريس، وأثناء زيارة سريعة لها في شرم الشيخ تحدث تفجيرات هناك، ويتم اتهامها بشكل غير رسمي بأنها على علاقة بشاب جزائري مشتبه به في ارتكاب الأحداث، فيتوسط أخوها عادل ليستوضح الأمر، خاصة وأن قرارها المفاجئ بنقل حياتها لمصر وخاصة في حي الحلمية أثار بداخله الشكوك تجاهها، بالتوازي مع الأحداث يتم إغراء رئيس تحرير إحدى صحف المعارضة صفوت سلطان بعروض إعلانية، وذلك مقابل أن يتجنب الانتقادات الموجهة للنظام والمنشورة لديه في الجريدة، ولكنه يرفض العروض ويبحث عن مصدر آخر للتمويل مستغلا ابنة أحد رجال الأعمال; مقابل زواجه منها.
3. الحلقة الثالثة: تعرض الحلقة المشاكل التي يعاني منها المجتمع المصري، خاصة الطبقة الفقيرة منها، تفكر لي لي في عمل مشروع صغير يتمثل في عربية سندوتشات في الحلمية، يتقدم زاهر سليمان غانم للترشح للبرلمان عن دائرة الحلمية، ولكن يستهزأ به أهالي المنطقة; نتيجة لفيديو فضيحة نشرها سليم البدري لإبن سليمان غانم الصغير وابن زاهر غانم، فيحاول التحدث مع الأهلي من خلال مؤتمر انتخابي، فيتدخل أحد مؤيدي المرشح المنافس عن التيار الديني ويُفسد المؤتمر، بالتزامن مع الأحداث يبدأ التيار الإسلامي بالدعاية الانتخابية بشعار الإسلام هو الحل، تعرض الأحداث نتيجة الانتخابات الرئاسية، تكشف الحلقة مدى استهزاء المسئولين من زاهر غانم واقترابه على خسارته من الانتخابات البرلمانية، تتعرض لي لي لخلاف مع مصمم عربية السندوتشات، يتدخل سليمان غانم الابن لحل الخلاف
4. الحلقة الرابعة: تتناول الحلقة الصراع السياسي بين التيار الديني المتمثل في بسة الشيخ بسيوني وبين رجال الأعمال المتمثل في زاهر غانم، حيث يحاول الشيخ بسيوني استمالة أولياء أمور الطلبة من خلال السنتر التعليمي التي تديره فتحية وأ. جعفر زوجها، ولكن فتحية ترفض إقحامها في اللعبة السياسية، بالتوازي مع سير الأحداث يتوصل مجدي غانم لموظف في الملهى الليلي المكان الذي تم تصوير الفيديو الفاضح فيه، حيث اعترف في مؤتمر انتخابي أن سليم البدري هو السبب في هذا الموقف، ولكن عن غير قصد، تكتشف زهرة مع تتابع الأحداث خيانة زوجها لها بعد فخ يرتبه الصحفي صفوت أشد المهاجمين لها إعلاميا
5. الحلقة الخامسة: يتضح أثناء الحلقة أسباب الخلاف الموجود بينها وبين صفوت الصحفي الذي يهاجمها كإحدى رؤساء تحرير المعارضة، مع توالي الأحداث تكشف الحلقة كواليس رشاوي رجال الأعمال للحزب الحاكم حتى ينالوا منصب في مجلس الشعب عام 2005، وكذلك نفس الشيء بالنسبة للتيار الديني، ودور البلطجية في افتعال الصراعات بين الاثنين، تظهر أثناء الحلقة مطاردة للي لي البدري من رجال يطالبونها بجهاز لاب توب تنكر معرفتها بشيء ويتصدى لهم سليمان غانم، مع مرور الوقت تدهور حالة عادل البدري وتزداد معه الهلاوس برؤية ابنه ناجي، ويحتد الخلاف بين زهرة وزوجها كريم وتطلب منه الطلاق ويرفض.
6. الحلقة السادسة: تكتشف زهرة وجود زوجها كريم مع صفوت سلطان في أحد الكافيتريات فتطب الطلاق منه، ويقوم بعدالأشخاث الغامضون بطاردة وضرب لي لي ومجدي للحصول على اللابتوب الخاص بها، ويطلب هاني مراد من العمدة زاهر التبرع بالفيلا الخاصة به للحزب لإنجاحه في النتخابات، وتنتهي الحلقة باكتشاف عادل ان الخادمة رحاب تقوم باستخدام والدته فيقوم بطردها
7. الحلقة السابعة: يفوز الشيخ بسيوني في الانتخابات البرلمانية، وتصل وصيفة حازم أبنة زهرة من الخارج ولكنها تعامل أمها بفتور، ويطلب الشيخ محمد عزيز من الشيخ بسيوني تإييده المطلق لجماعة الإخوان في البرلمان ويقابل هناك فتحية التي جائت للشكوى من غلق السنتر التعليمي الخاص بها فيعدها بمحاولة حل الموضوع
8. الحلقة الثامنة: يقوم عادل بزيارة ماما أنيسة والأطمئنان عليها ويقوم بعض الأشخاص بخطف وضرب صفوت سلطان بسبب مهاجمته للوزير حلمي خليف، وتحدث كارثة حادث عبارة السلام 98 ويقوم صفوت سلطان بتصوير كريم مع أخته وإرسال الصورة ل زهرة فتقوم بتدبير مكيدة لكريم لتطليقها، وتخرج نازك السلحدار من بيتها تائهة ويغمي على طلعت بسبب الأنسولين
9. الحلقة التاسعة: يقوم عادل وقمر بالبحث عن والدته التائهة، وتقوم زهرة بأخذ أبنتها وصيفة حازم لزيارة وصيفة الأم وأخوتها من أبيها العمدة، وتقوم نازك بالركوب مع سائق سيارة بيجو مرزوق والذي يأخذها لمنزله بغرض سرقة ذهبها والذهاب معه للسويس، ويبحث زينهم وحسن سرادق عن أحد جيرانهم فيكتشفون وفاتهم ضمن حادث العبارة المنكوبة ونجاة أبنهم جمال، فتقوم لي لي أخذه لتربيته وتنتهي الحلقة بطلب صفوت سلطان من المحررين بشن النار على الوزراء والحكومة المتسببون في حادث العبارة
10. الحلقة العاشرة: يذهب المقدم طارق ذهدي الي الصحفي صفوت سلطان للحديث معه حول حادث العبارة، وتتحدث لي لي مع أمير مختار حول مشكلة اللابتوب، ويطلب العم يوسف من ماما أنيسة أن تأخذ الموظفة توبة للسكن في الشقة الخالية، وما زالت زهرة تبحث عن والدتها نازك حول والدتها التائهة والتي تخبر مرزوق بأسمها الحقيقي وتطلب منه مساعدتها في العودة، وتذهب قمر السماحي لمقهى السماحي وتقوم بتوبيخ زينهم زكريا حول ما رأته في المقهى، وتطلب زهرة من ماما أنيسة أخذ ابنها منها نزار لتربيته ولكنها ترفض وتبكي، وتنتهي الحلقة بالقبض على مجدي سليمان ولي لي
11. الحلقة الحادية عشر: يخطف بعض الرجال أمير مختار ويكون الخاطف هو توفيق توفيق البدري الذي يساله حول اللابتوب والمعلومات التي به، ويستجوب بعض الضباط لي لي ومجدي حول علاقتهم بتنظيم إرهابي وتقوم الشرطة بتحرير أمير، ويطلب الوزير حلمي خليف من رئيس الوزراء التخلص من زهرة وهاني مراد وتقوم الشرطة بالإفراج عن لي لي ومجدي، وتكتشف زهرة حقيقة دواء والدتها فتقوم بتعنيف طلعت الشماشرجي، ويذهب سوليإلي مجدي لكي يعتتذر له ويشكره وبطلب منه عدم الأقتراب ثانية من لي لي، ويطلب الشيخ محمد عزيز والشيخ بسيوني من فتحية وزوجها أن يشاركوهم في السنتر التعليمي، ويقوم سليمان زاهر غانم بافتتاح محل خاص به فتترد ولكنها زوجها يطلب منها الموافقة
12. الحلقة الثانية عشر: تمضي فتحية عقد الشراكة مع الشيخ محمد عزيز، وتنتشر أزمة انفلونزا الطيور فيقوم السكان بالتخلص من الدواجن وتقوم الصحة بأخذ كل الطيور من محل سليمان زاهر غانم، ويتشاجر صفوت سلطان مع زوجته بسبب أخذه مبلغ من حسابها البنكي، ويقوم المنتج عباس بالإتصال ومقابلة عادل البدري ويتحدث معه حول والدته ويطلب أن يساعده، وتطلب وصيفة حازم أبنة زهرة من والدتها ترك منزل العائلة والسكن في مكان أخر، وتفشل لي لي في العثور على الطفل جمال المخطوف، ويخبر جعفر زوجته فتحية طلب الشيخ محمد عزيز الزواج من د. فاتن، ويذهب عادل مع المنتج عباس إلي حسن الليثي وبهيرة للحديث عن اختفاء والدته ويطلبوا منه أن يقوم بإخراج فيلم لهم، ويذهب حما صفوت سلطان إليه للحديث حول أخذه النقود فقوم بالمشاجرة معه ثم تطليقها
13. الحلقة الثالثة عشر: يتحدث الوزير حلمي خليف مع زهرة حول حقيقة طموحها الوزاري، ويتصل مجهول بلي لي لطلب مبلغ فدية في مقابل عودة الطفل جمال، ويتحدث الوزير حلمي خليف مع المقدم طارق زهدي حول وضعه الوزاري، ويتصل حسن الليثي بعادل ويخبره بعثوره على والدته، ويتفق زينهم زكريا مع أمير ولي لي حول خطتهم لإستعادة الطفل جمال، وتذهب نازك مع أبنيها زهرة وعادل بعد عودتها لمنزل عائلة غانم، وتسترد لي لي الطفل المخطوف ويقوم بعض الاشخاص بخطف مرزوق وإيصاله لزهرة، ويتشاجر مجدي مع صفاء زاهر غانم بسبب إتصالها ب سولي فتقوم زهرة بمغادرة المنزل مع أبنتها وصيفة حازم ويذهب مجدي إلي سولي للتشاجر معه
14. الحلقة الرابعة عشر: يقوم رئيس اتحاد ملاك العمارة بطرد سولي بعد المشاجرة مع مجدي، ويتحدث عادل مع عائلته حول وضع عمله الجديد، ويذهب الوزير حلمي خليف مع وزير الداخلية حول وضعه الوزاري ويخبره بأن سيكون تحت عونه ولكنه يقال من الوزارة في تعديل وزاري، ويتفق صفوت سلطان مع حسن الليثي وبهيرة حول عمله لديهم بالقناة، وتتفق زهرة وعادل مع مرزوق لتطليق والدته والذي يساومهم على المبلغ لكنها يتنازل ويهرب بعد تعيين زهرة كوزيرة، ويقوم سليمان زاهر غانم بالتشاجر مع أحد الأشخاص مع سالي فيذهب إلي القسم ويتصل بمجدي الذي يذهب إلي القسم مع المحامية تهاني التي تقوم بإخراجه، وتتواصل قمر السماحي مع د. إيهاب حول وضع عادل الصحي، وتذهب صفاء زاهر غانم إلي سولي في معهد الموسيقى للانضمام إلي فريقه وتذهب ندى إلي سولي لتوديعه للمرة الأخيرة لزواجها، وتنتهي الحلقة بذهاب توفيق توفيق البدري إلي ماما أنيسة في بيتها
15. الحلقة الخامسة عشر: يتحدث توفيق توفيق البدري مع ماما انيسة حول وضعه، وتتحدث زهرة مع هاني مراد حول خطتها الجديدة في الوزارة، ويذهب زاهر غانم لتهنئتها ويطلب أن يساعدها ولكنها تقوم بتعنيفه، ويطلب طلعت الشماشرجي من عادل في المستشفى ان تزوره نازك فيذهب اليها ويقوم بالاعتذار إليها عن ما سببه لها، ويرفض كريم عرض صفوت سلطان ان يكون معه في القناة، وتقوم ماما أنيسة بتعنيف توبة لكي لا ترى توفيق توفيق البدري، وتتشاجر رحاب مع نازك في عزاء طلعت الشماشرجي ويخبرهم المحامي بثروة طلعت الشماشرجي، ويصل رجل الأعمال عصمت سوناي لمقابلة بهيرة حول عملهم الإعلامي، ويذهب الشيخ محمد عزيز الي الشيخ بسيوني وخميس لكي يتفق معهم حول خطة عملهم القادمة
16. الحلقة السادسة عشر: يتحدث عادل مع المنتج عباس حول الفيلم القادم ويطلب عباس منه أختيار النجوم، وتزور هناء زوجة صفوت زوجها في مقر عمله لمصالحته وتطلب منه أن يعود للمنزل، ويذهب مجدي لزيارة لي لي ومحاولة الصلح معها، وتأخذ زهرة والدتها وأبنتها إلي المنزل الجديد الخاص بها ويقوم كريم طليقها السابق بالإتصال بها ويطلب أن تظهر في برنامجه بإيعاز من صفوت سلطان ولكنها ترفض بشدة، ويتحدث أمير مع لي لي حول وضعهمم الحالي في عملهم، ويكتشف زاهر غانم وجود أبنه سليمان في الكباريه فيخذه ويقوم بتعنيفه، وتتحدث نازك السلحدار مع حفيدتها وصيفة حازم حول كيفية أن تكون هانم مثلها، ويطلب صفوت سلطان من محرريه أن يقوموا بشن الهجوم على الجماعة المحظورة وكذلك الوزيرة زهرة غانم
17. الحلقة السابعة عشر: تتناقش زهرة مع رئيس الوزراء في اجتماع وزاري صغير حول الحركات الشبابية النشطة وكذلك الكيانات الأعلامية الجديدة وفي طريق العودة للمنزل تكتشف وجود أبنتها وصيفة حازم مع شباب على الطريق فتطلب من الأمن أيقاف السيارة ولكنه يرفض فتقوم بتعنيفه وفي المنزل وكذلك توبيخ أبنتها بشدة، ويتقابل عصمت سوناي مع بعض القيادات الشبابية حول خطته لمساعدته في مشاريعهم السياسية القادمة، ويتحدث عادل مع زوجته قمر حول عدم توفيقه حتى الآن لإيجاد ممثلين صالحين للدور، ويتشاجر العم يوسف في المقهى مع زينهم زكريا وتزداد الخناقة بشدة فيأتي عادل ويعنف زينهم وهنا يظهر منصور السماحي قريب قمر والذي كان مسجنونا في العراق لعدة سنوات كثيرة ويحكي قصته لعادل وماما أنيسة، ويطلب الشيخ محمد عزيز من الشيخ بسيوني قبول حكم المحكمة بخصوص أبنة طليقته المحامية تهاني، ويزور جلال شهاب زهرة ليخبرها عن وضع مجموعة البدري الحالي وعدم قدرته على إدارتها نظرا لكبر سنه وكذلك التطور التكنولوجي والصناعي الضخم الذي حدث في السنوات الأخيرة
18. الحلقة الثامنة عشر: يخبر سولي صفاء حول أساسيات الغناء وكيفية تحسين مستواها ويصل توفيق توفيق البدري إلي زوجته متخفيا ويقتحم أمن الدولة منزل الشيخ محمد عزيز ولكنه لم يجد غير زوجته د.فاتن، ويتفق حسن سرادق مع زينهم زكريا حول إخراج البضاعة من المقهى ويراه الصول جمعة بالحقيبة ويقرر القبض عليه متلبسا، يتفق صفوت سلطان مع المذيع الإسلامي هشام فاروق حول برنامجه القادم في القناة وتتفق نازك مع حفيدتها حول مللها من وضعها الحلي وتفكر وصيفة حازم في أقامة حفلة عيد ميلاد لها، وتشتكي د.فاتن إلي فتحية وقمر حول أجرائات أمن الدولة القبض على زوجها الشيخ محمد عزيز، وتتحدث زهرة مع أخوها عادل حل الحفلة التي ستقيمها، وتنتهي الحلقة بالقبض على الشيخ عزيز وهو في زيارة لأحد معارفه
19. الحلقة التاسعة عشر: يستقبل عادل وسولي رجل الأعمال حسن الليثي وزوجته بهيرة في منزل زهرة ويكون معه صفوت سلطان وزوجته هناء ويرى الوزير السابق حلمي خليف في الحقلة فيطلب منه أنه يأتي كضيف في القناة ولكنه رفض، ويطلب جلال شهاب من سولي القدوم لإدارة المجموعة لكنه يرفض ويقوم بالترحيب بأخوات زهرة، ويحاول مجدي الحديث مع لي لي، وترفض زهرة الحديث مع صفوت سلطان، وتقوم زهرة وعادل بإظهار تورتة عيد ميلاد نازك والتي عليها صورة سليم باشا البدري، ويتفق المذبع هشام فاروق مع حسن الليثي وزوجته بهيرة حول عمله لدى القناة ويكتشفوا ان مدير أعماله هو أخو المقدم طارق زهدي، وتتشاجر زهرة ثانية مع أبنتها وصيفةحسب تصرفاتها في الحفلة، ويطلب مجدي من أخيه زاهر ان يجد عمل له، ويخبر لي لي بعدها ان يرفض وظيفة الكاشير ولكنها تخبره أن عليه الموافقة، وينصح هاني مراد الوزيرة زهرة بعدم قبول الظهور المباشر مع صفوت سلطان ولكنها تخبره ان لات تخاف منه وسوف تظهر مباشرة في القناة، وتذهب توبة إلي أختبار طاقم التمثيل فيتم قبولها بموافقة عادل والمنتج عباس، ويخبر قرموط زينهم ان منصور السماحي قد تولى إدارة المقهى فيقرر الذهاب للتشاجر معه
20. الحلقة العشرون: يتشاجر زينهم مع منصور السماحي فيقوم بطرده وتحذيره من الاقتراب من المقهى ويطلب منه الصبي قرموط الإستمارار في عمله فيوافق على ذلك، وتطلب لي لي إدارة مجموعة البدري في الاجتماع مع زهرة وعادل وسولي وجلال شهاب فيتم الموافقة عليها، وتتناقش فتحية مع د.فاتن حول نقابها بعد الإفراج عن الشيخ محمد عزيز، ويقوم صفوت سلطان بإحراج زهرة وهي ضيفة لديه بإيعاز من كريم السمنودي طليق زهرة ويحاول زينهم التواصل مع توبة ولكنها تتهرب منهن ويخبر كريم زوجته شيرويت حول انتقامه من زهرة وزكرياته معها، ويتصل زينهم زكريا ثانية بتوبة ويطلب منها الزواج ولكنها تتهرب منه، ويقوم جلال شهاب بتعريف لي لي على المجموعة وكيفية إدارتها، وتطلب زهرة من هاني مراد مساعدته في مراقبة ابنتها، ويقوم حسن الليثي بتعنيف صفوت سلطان حول ما حدث في الحلقة مع زهرة كما يقوم رئيس الوزراء بتوبيخ وتنبيه زهرة على كذلك، وتتحدث صفاء مع سولي حول الحفلة الموسيقية القادمة وتفكر صفاء في طريقة للذهاب، وتذهب لي لي للسوبرماركت لمقابلة مجدي
21. الحلقة الحادية والعشرون: تخبر لي لي مجدي أنها سوف تترك مشروع الطعام وسوف تتفرغ لإدارة مؤسسة البدري، وتأخذ زهرة أبنها نزار وتطلب منه أن يقيم معها ولكنه يرفض ويقرر العودة لماما أنيسة والتي كانت في حالة من القلق لتأخره عن المدرسة، وتقوم توبة بتوديع ماما أنيسة لأنها سوف تترك الحلمية وتقابل زينهم زكريا في الطريق وتخبره بقصة كاذبة عن مغادرتها الحلمية، وتذهب صفاء  و وصيفة حازم إلي الحفلة الموسيقية التي يقيمها سولي وتهربان من الحفلة قبل أن مجدي الذي جاء وغادر مسرعا بناء على رغبة لي لي، ويطلب عصمت سوناي من حلمي خليف العمل معه بعد أن قابله في أحد الكافيتريات، وتطلب زهرة من هاني مراد التفكير في خطة لإحراج صفوت سلطان في قناته، ويذهب زينهم لقمر كي يشتكي لها ما حدث من طرده من القهوة، ويحتفل حسن الليثي و بهيرة مع صفوت سلطان بعد حلقته المثيرة ويخبر المذيع هشام فاروق بأن معه فيديو لأحد الضباط يضرب أحد المواطنين في القسم، وتخبر قمر زوجها عادل أنها سوف تلغي التوكيل الذي معه وتصارحه بما سمعته من مكالمته مع الطبيب النفسي، وتقوم فتحية وفاتن بتهدئة قمر وأثنائها عن الطلاق من عادل، ويحتفل المنتج عباس مع عادل وتوبة ببدء تصوير الفيلم السينمائي
22. الحلقة الثانية والعشرون: يقابل حلمي خليف نازك السلحدار في أحد الكافيتريات العامة ويخبرها بخوفه على زهرة ويحذرها من هاني مراد أنه سوف يدمرها ويؤثر على وضعها الوزاري، ويعرض صفوت سلطان فيديو التعذيب داخل القسم، وتشاهد زهرة الحلقة فتقوم بالإتصال بوزير الداخلية الذي يخبرها بمشاهدته للحلقة وأنه سوف يتخذ الإجراء اللازم، ويتصل العميد علاء ب صفوت سلطان لاتهامة بفركة الفيديو المعروض ويبرئ ساحة الداخلية فيتهرب صفوت سلطان من الإجابة، ويتشاجر حسن سرادق مع منصور السماحي فيذهبان للقسم، ويتشاجر صفوت سلطان مع المذيع هشام فاروق بسبب الفيديو ويكتشفوا أن مصدر الفيديو هو مدير أعماله حسام زهدي أخو المقدم طارق زهدي، وتستنكر نازك السلحدار دخول لي ليالمجموعة وتطلب من عادل أن تدخل بنصيب ورثها من طلعت ولكنه يرفض نظرا لكبر سنها وان القرار ليس له وحده، ويهدد المحامي أمير حسن سرادق بالتنازل عن القضية ضد منصور بدلا من فضح ما هو مخبئ داخل سطوح منزله، وتطلب زهرة غانم من المقدم طارق زهدي حل في مشكلة توفيق توفيق البدري، وتشتكي وصيفة لأبنها زاهر من تصرفات أبنائه مع صفاء ولكنه ينحاز لرأيهم، ويشك مجدي في تصرفات صفاء فيقرر أن يراقبها
23. الحلقة الثالثة والعشرون: يكتشف مجدي وسليمان دخول صفاء لأاحد الكافيتريات بدل من الجامعة فيأخذونها للمنزل عنوة وتبدا لي لي أول يوم عملها بمجموعة البدري وساعدها أمير وجلال شهاب، وتتصل نازك بقمر لتدعوها لزيارتها في المنزل، وتفكر وصيفة حازم في طريقة للخروج من المنزل لمقابة صديقها، ويخبرعادل توبة أنه قرر أن يمضيها على عقد احتكار لمدة 6 سنوات، ويتقابل الشيخ محمد عزيز مع رجل الأعمال عصمت سوناي فيطلب منه التعاون لتغير ضع البلد الحالي ولكن الشيخ محمد عزيز يرفض، وتذهب قمر برفقة فتحية وفاتن، ويتشاجر زاهر مع أمه وبنته فيطلبوا من زهرة المجيء فتأتي إليهم لتهدئة الوضع إثناء زاهر عن قراره بعودة صفاء لميت غانم وتقر أخذ وصيفة وصفاء، وتأتي قوة من الشرطة للقبض على صفوت سلطان في منزله، وتفاجئ نازك بوجود وصيفة في منزلها فيتشاجران ولكن زهرة تصلح بينهم، ويحاول صفوت سلطان أن يبرء نفسه أمام العميد علاء، ويستغرب حلمي خليف من طلب عصمت سوناي بالعمل معه في جريدة صحفية، وتحاول قناة صفوت سلطان أن تدعو للإفراج عنه، ويتم الإفراج عنه بالفعل بعد الضغط الإعلامي.
24. الحلقة الرابعة والعشرون: يرشح صفوت سلطان صديقه كريم السمنودي لرئاسة تحرير الجريدة التي سينشئها حلمي خليف، وتتفق لي لي مع أمير على خط الازياء الجديد، ويأمر المقدم طارق زهدي ظباطه بالبحث عن توفيق البدري وتسريب معلومة أن أحد الوزيرات تبحث عنه، ويقترح حلمي خليف مع نازك السلحدار على أن تكون مسئولة عن صفحة الأناقة في جريدته ولكنها ترفض، ويطلب سليمان زاهر من أبيه الزواج من سالي صديقته ولكنه يرفض ويقوم بضربه، ويطلب حلمي خليف من نازك السلحدار الزواج، وتأتي لصفاء مكالمة بالموافقة على سفرها للبنان لبرنامج اكتشاف المواهب، ويفهم توفيق توفيق البدري رسالة طارق زهدي بخصوص زهرة، وتقيم نازك السلحدار حفلة شاي وتعزم لي لي وأمها صابرين وكذلك فتحية وفاتن وقمر ووصيفة وبوجود قارئة فنجان، ويقوم منصور بعرض كتب قديمة على زوار القهوة لقرائتها، وتذهب قمر لماما أنيسة لكي تشتكي لها تصرفات عادل مع توبة، ويطلق بعض المجهولين النار على زهرة في موكبها الرئاسي
25. الحلقة الخامسة والعشرون: تنتقل زهرة إلي المستشفى بعد اصابتها بالرصاص، ولكن كانت أصابة بسيطة فتعود للمنزل ويحاول عادل أن يفهم ماذا حدث لها ولكنها لا تعلم السبب، ويحذر الصول جمعة زينهم زكريا من الاقتراب من منصور السماحي، ويتناقش مجدي وتمام بخصوص إعجابهم بلي لي وتهاني البدوي، ويفكر هاني مراد مع زهرة بخصوص محاولة الاغتيال وكذلك مراقبة إبنتها وصيفة حازم، وتتناقش صفاء أم سولي بخصوص سفرها إلي لبنان للمشاركة في المسابقة الفنية، ويذهب مجدي إلي لي لي لتهنئتها بالمنصب الجديد، ويفكرمنصور وصديقه عايش والصول جمعة في حل لمشكلة الشباب البلطجية وطريقة لإيقافهم، ويغار أمير من زيارات مجدي للي لي، وتتشاجر نازك مع ضرتها وصيفة كالمعتاد ولكنهم يتصالحان مجددا، وتكتشف هناء زوجة صفوت سلطان وجود زوجها في أحد الكافيتريات مع أحد المذيعات في القناة
26. الحلقة السادسة والعشرون: تتشاجر هناء مع صفوت سلطان بعد رؤيته في الكافيتريا، ويكرر حلمي خليف طلبه للزواج من نازك السلحدار ولكنها تطلب منه فرصة للتفكير، ويهدد صفوت زوجته بالاعتذار للمذيعة دارين وإلا سوف يعاقبها، ويطلبعادل من توبة الزواج، وتخبر قمر فاتن بعنوان ورقم توبة كي تعطيه لزينهم، ويذهب حلمي خليف إلي منزل زهرة لكي بطلب الزواج من والدتها نازك ولكنها ترفض بشدة فتتشاجر معها نازك، ويطلب سليمان زاهر من مجدي  الذهاب معه لمقابلة سالي ولكنه يخبره بتأجيل الفكرة حتى يقوم بمفاتحة لي لي في الأرتباط معها ويتقابل مجدي مع لي لي ويطلب منها الارتباط فتتطلب منه بعض الوقت للتفكير وكذلك تخبره عن مساؤئ شخصيته، وتخبر لي لي أمير عن طلب مجدي للزواج منها لكي تعرف رأيه، وتحكي قمر لماما أنيسة عن مشكلتها مع عادل وغيرتها من توبة
27. الحلقة السابعة والعشرون: تخبر لي لي أخوتها بموافقتها على الزواج من مجدي غانم، ويرفض زاهر زواج مجدي من لي لي ولكن تمام إبنه يقنعه بقبول الزيجة، وتذهب ماما أنيسة لتوبة لتهديدها من الزواج من عادل، وتهدد خالة الطفل جمال لي لي وتطلب منها المزيد من النقود، ويقوم منصور بتدبير خطة للقبض على الشباب البلطجية الذين يسرقون الفتيات، وتبلغ خالة جمال الشرطة ان لي لي قد خطفت الطفل ولكن الطفل أثبت برائتها ولكن يعود لحضانة خالته، ويتصل نبيل منصور حما صفوت بشخص مهم لكي يبلغ عن صفوت  وما وجدته ابنته في لابتوب صفوت، فتأتي أمن الدولة للقبض على صفوت سلطان وهو في البرنامج، وتقرر صفاء السفر إلي لبنان ويوافق سولي على السفر معها، ويقيم زاهر عزاء لزوجته عزيزة ويكتشفوا ان صفاء في البرنامج الغنائي على التلفاز، ويذهب مجدي إلي منزل لي لي وعادل ويخبرهم ان ما حدث من سولي وصفاء ويعتبر ان ذلك ثأر لن ينتهي الا بالدم، ويقتحم زينهم سيارة توبة فتخبره بكلام معسول عن زواجه منها حتى تتهرب منها، ويقبض على وصيفة حازم في شقة مشبوهة كانت بها مع أحد أصدقائها فتستنجد بأمها الذي تتصل بهاني مراد وتطلب منه أن يتصرف، ويذهب عادل لإخراجها من القسم ويذهب بها لزهرة التي تقوم بضربها بشدة ويحاول عادل أن يهدي من دموعها وروعها، وتنتهي الحلقة بتلقي زهرة لمكالمة تخبره بإقالتها من الوزارة وتعيين هاني مراد بدلا منها
28. الحلقة الثامنة والعشرون: تطلب لي لي من أمير مختار الزواج منه بعد صدمتها في مجدي فيخبرها بحقيقتها ومشاعرها الحقيقية وبرفضه الزواج منها رغم حبه الشديد لهان ويخبر الوزير الجديد هاني مراد أحد الأشخاص من تحذيره لفيصل صديق وصيفة حازم من الإتصال به ثانيه، وتتشاجر زهرة مع أبنتها وأمها حول ما حدث وتسبب في خروجها من الوزارة بفضيحة، وتتحدث زهرة مع عادل حول ما حدث من هاني مراد وما حدث بين سولي وصفاء ولي لي و مجدي، وتأتي إليهم قمر لكي تشتكي ما حدث لماما أنيسة مع توبة التي ترغب في الزواج من عادل وتصرخ نازك في الجميع لأن وصيفة حازم قد حاولت الانتحار، ويأتي أحد الضباط إلي صفوت سلطان لكي يساومه على نقوده مقاب لإخراجه من السجن، ويطلب سليمان من سالي الزواج العرفي ولكنها ترفض وتخبره انها لن تتزوج إلي زواجا رسميا، وتذهب قمر لمنزل توبة لتهديدها من الاقتراب من عادل والذي يدخل عليهم ويؤكد كلام توبة فتطلب منه قمر الطلاق فورا، ويشاهد زاهر وأبنائه صفاء في التلفاز مع سولي والذي يطلب منها الزواج على الهواء مباشرة ويقرر مجدي السفر إلي لبنان لكي ينتقم لشرفه من صفاء فتهددهم وصيفة من الاقتراب من صفاء، وتنتقل الأحداث إلي ديسمبر 2010 ويتناقش منصور مع عايش والصولجمعة حول نتائج الإنتخابات البرلمانية وما حدث لها من تزوير، ويخبر صفوت سلطان أختها وكريم زوجها حول ما حدث له بعد خروجه من السجن وذهابه إلي ليبيا ويطلب منه كريم العمل معه في الجريدة التي يرأس إدارتها، وتنتهي الحلقة بإتصال توفيق توفيق البدري بماما أنيسة للإطمئنان عليها
29. الحلقة التاسعة والعشرون: تتشاجر توبة وعادل بسبب إصرارها على عمل فيلم مع مخرج أخر وإلا سيكون البديل هو الطلاق فيلوم عادل نفسه، وتغني صفاء مع حسني مبارك في التلفاز ويشاهدها أهلها ويكونوا سعداء بها عدا مجدي الذي يتركهم غاضبا ويتذكر ما حدث له، ويذهب أمير إلي لي لي لزيارتها بعد غيابه بفترة عنها، وتكتشف فتحية أن زوجها جعفر قد باع السنتر التعليمي لالشيخ محمد عزيز دون علمها فتصاب بأزمة قلبية وتذهب إلي المستشفى فيذهب مجدي لزيارتها وتصارحه بالسبب الحقيقي لتركها له بعد ضغط من أخوته عليها ويقوم مجدي بالاعتذار لها، ويسأل زاهر إبنه سليمان سبب عدم زواجه حتى الآن فيبرر سليمان بعدم رغبته في الزواج، ولكن تأتي سالي بأولاده لضربه وتهديده بسبب زواجه عليها، فيفاجأة زاهر وامه بزواجه مرتين، وتتناقش زهرة مع أحد المهندسين حول فكرتها لإنشاء كومبوند الحلمية الجديدة، ويذهب مجدي إلي لي لي لمحاولة الصلح معها ولكنها تعتذر له وتخبرها انه لا يمكن لها ان تغفر له، وتطلب زهرة من أبنها نزار أن يذهب إلي مجموعة البدري في فترة الصيف لكي يتدرب مع عمته لي ليولكنه يرفض ويتحجج بالمذاكرة، وتتحدث نازك مع مرزوق وحسن سرادق حول أعماله الخيرية لأرامل وفقراء الحلمية، ويفكر منصور وقرموط في حل وعلاج لحالة زينهم المرضية وهيامه بتوبة ويذهب زينهم لمكان تصوير توبة ولكن الحرس يمنعوه ويقوموا بضربه
30. الحلقة الثلاثون: يجد عادل أبنه عن طريق موقع الفيسبوك، فيذهب لكي يخبر قمر وماما أنيسة ويطلب من قمر أن يردها لعصمته ولكنها ترفض مجددا، وتذهب ندى زوجة سولي الأولى بصحبته زوجها الشيخ حمد لمنزل سولي  وصفاء لكي يوقعوا عقد غناء مع صفاء، وتقوم ماما أنيسة من نومها وتطلب مقابة حفيدها نزار فتحاول قمر الإتصال به وتتذكر ماما أنيسة جميع عائلتها وتموت، وتتصل قمر بنازك لكي تخبرها بوفاة ماما أنيسة، ويأتي بعض سكان الحلمية للعزاء وتبكي زهرة بحرقة لوفاتها، ويتحدث عادل مع العميد علاء حول ما حدث في ثورة تونس ولكن العميد علاء يؤكد ان ذلك لن يحدث في مصر، وتقوم ثورة 25 يناير، فيقرر أولاد زهرة المشاركة وسط اعتراض أمهم، كما تشارك توبة ضد رغبة عادل ويعرف زينهم ذلك عن طريق التلفاز فيذهب إليها ويقوم بطعنها طعنة قاتلة، ويقتحم البلطجية بعد فتح السجون سوبرماركت زاهر وكذلك قسم شرطة الدرب الاحمر، وتقوم نازك بتوزيع الأكل والمشروبات على الثوار في التحرير، ويقوم صفوت سلطان بعمل مظاهرة كما يقوم حلمي خليف بعمل مظاهرة أخرى، وتقرر النيابة القبض على زهرة وتجديد حبسها بتهمة التربح من منصبها، وتأتي لعادل مكالمة من أبنه تخبره بإستشهاد أبنه في فلسطين ورغبته أن يدفن في مصر، ويقرر أكثر أهالي الحلمية المشاركة في العزاء والجنازة وتنتهي الحلقة والمسلسل بتوقف الجنازة نظرا لإعلان خطاب تنحي مبارك، وتختلف أراء الأشخاص حول ما حدث بين مؤيد ومعارض وخائف.

## hgمراجع
1. ↑  "«ليالي الحلمية 6» تعود في رمضان المقبل بعد 28 عامًا من إنطلاقتها". aawsat.com. اطلع عليه بتاريخ 2025-08-12.
2. ↑  Layal.Haddad. ""ليالي الحلمية 6": الخيبة الكبرى". العربي الجديد (بar-AR). Archived from the original on 2024-12-25. Retrieved 2025-08-12.{{استشهاد بخبر}}:  صيانة الاستشهاد: لغة غير مدعومة (link)
3. ↑  الطالبي، إيمان. "أين اختفى زمن ليالي الحلمية؟". الجزيرة نت. مؤرشف من الأصل في 2023-10-09. اطلع عليه بتاريخ 2025-08-12.

- تتر ليالي الحلمية الجزء السادس على يوتيوب
- صفحة المسلسل على اليوتيوب
- تعرف على 3 شخصيات اعترضوا على تقديم الجزء السادس من «ليالى الحلمية»
- «ليالي الحلمية».. ملحمة تاريخية صنعت أسطورة يحيى الفخراني